# The New Boss Guitar of George Benson
The New Boss Guitar of George Benson es el primero álbum de estudio que grabó como líder el guitarrista de jazz norteamericano George Benson, lanzado en 1964 por Prestige, donde estaba acompañado por el cuarteto del organista 'Brother' Jack McDuff.
La edición en LP de 1964 contenía 7 temas grabados en la sesión del 1 de mayo de 1964 en Nueva York y en la edición remasterizada en CD de 1990 se añadió el corte "My Three Sons", que se grabó el 14 de Mayo del mismo año, pero que se incluyó en otro álbum del batería Joe Dukes lanzado en junio de 1964: "The Soulful Drums of Joe Dukes" (Prestige 7324).

## Antecedentes
George Benson tenía 21 años cuando grabó este disco de estudio, pero llevaba desde los 19 años de gira como guitarrista del conjunto de McDuff, y había grabado ya con la formación del organista otros 5 álbumes como músico de sesión.
Según cuenta el propio Benson en su autobiografía publicada en 2014, había llegado a un nivel de interpretación adecuado para que el presidente de Prestige Records, Bob Weinstock, quisiera que grabara un álbum propio, mientras que fue el productor de la sesión, Lew Futterman, quien insistiera en que le acompañara en el estudio el cuarteto de McDuff, con el que habían desarrollado una gran comunicación a lo largo de las docenas de actuaciones juntos.
En este álbum como líder Benson también demuestra sus capacidades como compositor en 5 de los 8 temas grabados. El mismo reconoció que hizo una interpretación tan bonita de la balada "Easy Living" que motivó a McDuff a acompañarle al piano acústico, una de las pocas veces que se le escuchó en un disco sin su Hammond B3.
El título del album "The New Boss Guitar of George Benson", fue considerado en su momento un tanto pretencioso o egoísta, y el propio Benson en una extensa entrevista en 2011 con Anthony Brown explica que no se trataba de que el fuera el jefe de la guitarra, o de los guitarristas, ya que este título solo podía pertenecer a su mentor y admirado Wes Montgomery:

«Me había comprado una guitarra nueva, era grande, cara y, en el lenguaje de la época, era la jefa. El título era literalmente un homenaje a mi nuevo instrumento.»

Efectivamente, en la portada del disco puede verse una fotografía tomada por Don Schlittenen la que Benson aparece con una Gibson Super 400CES probablemente de 1963,una guitarra eléctrica tipo archtop muy apreciada por los guitarristas de jazz y considerada como el modelo más caro y el buque insignia de este fabricante de guitarras hasta 1969.

## Recepción y críticas
Para Alex Henderson de Allmusic este álbum de estilo hard bop y soul jazz es históricamente importante y representa un debut impresionante: «el guitarrista había desarrollado un sonido distintivo y reconocible en su instrumento, y toca con sentimiento y técnica», que atribuye en gran medida al maestro que tuvo en Jack MacDuff; mientras que Richard Cook y Brian Morton en su Guía Penguin de Jazz, también destacaron en éste su primer disco el estilo reconocido de Wes Montgomery que Benson desarrolló personalmente: «un tono rico y líquido, acordes gruesos que evolucionaron a partir de la técnica de octavas de Montgomery, y un cuidadoso sentido de la construcción musical que hace que cada estribillo cuente su propia historia.»

## Lista de temas
Todos los temas compuestos por George Benson excepto los indicados.
| n.º | Título                  | Compositor/es              | Duración |
| --- | ----------------------- | -------------------------- | -------- |
| 1.  | "Shadow Dancer          |                            | 4:45     |
| 2.  | "The Sweet Alice Blues" |                            | 4:36     |
| 3.  | "I Don't Know"          |                            | 6:45     |
| 4.  | "Just Another Sunday"   |                            | 2:58     |
| 5.  | "Will You Sill Be Mine" | Matt Dennis - Thomas Adair | 4:25     |
| 6.  | "Easy Living"           | Ralph Rainger - Leo Robin  | 6:33     |
| 7.  | "Rock-A-Bye"            |                            | 3:55     |
| 8*. | "My Three Sons"         | Jack McDuff - Joe Dukes    | 5:37     |

(*)Tema adicional en el CD de 1990.

## Créditos
- George Benson – guitarra
- Jack McDuff – órgano, piano (tema 8)
- Red Holloway – saxo tenor
- Ronnie Boykins – contrabajo
- Montego Joe – batería
- Joe Dukes – batería (tema 8)